# She, The Ultimate Weapon
She, The Ultimate Weapon (jap. 最終兵器彼女, Saishū Heiki Kanojo, wörtlich: „Sie, die letzte Waffe; Die letzte Waffe Freundin“) ist ein Manga des Zeichners Shin Takahashi, der auch als Anime und Realfilm umgesetzt wurde. Der Manga ist dem Genre Seinen zuzuordnen. Shin Takahashi entwickelte die Geschichte, nachdem er in der U-Bahn zwei Werbeplakate gesehen hatte und diese in Gedanken miteinander kombinierte.

## Handlung
Die Geschichte handelt von den beiden Oberschülern Shūji (シュウジ) und Chise (ちせ), die in einer kleinen Provinzstadt auf der Insel Hokkaidō leben. Beide gehen miteinander, doch so recht will die Beziehung noch nicht laufen. Der ewig brummige Shūji staucht seine Freundin ständig zusammen, während die tollpatschige Chise sich nur ständig für irgendwas entschuldigt. Trotzdem findet Shūji seine Chise süß und sehnt sich schon nach dem ersten Kuss. Als Shūji mit seinen Freunden auf Shoppingtour nach Sapporo geht, wird die Stadt plötzlich von Kampffliegern angegriffen. Der Angriff kann zwar abgewehrt werden, doch plötzlich erkennen sie, dass Japan sich in einem Krieg befindet, über den es keine Informationen gibt. Schlimmer trifft Shūji jedoch die Tatsache, dass die Streitkräfte Japans seine Freundin eingezogen haben und sie mittels neuer Technologien zu einer ultimativen Kampfmaschine umbauten. 
Während beide ihre erste Liebe und die Sexualität entdecken und an ihr wachsen, wird Chise durch ihre neuen Fähigkeiten und ihre gewalttätigen Einsätze im Krieg immer unmenschlicher. Im Manga werden die Entwicklung der Charaktere und die Darstellung der Auswirkungen des Krieges glaubwürdig miteinander verbunden. Im Vordergrund steht die Frage, ob Shūjis und Chises Liebe in solchen Zeiten eine Chance hat.

### Der Krieg
Der Anime suggeriert, dass die Erde langsam aber sicher verfällt. Ein Anzeichen dafür sind die immer häufigeren Erdbeben in Shūjis Heimatort.
Die feindlichen Soldaten, die in Japan invadieren, sprechen sowohl amerikanisches Englisch als auch Französisch in der OVA auch Deutsch. Die Kriegsursachen oder -ziele werden nie genannt. Es wird jedoch angedeutet, dass die Naturkatastrophen weltweit sind und in Verbindung mit dem Krieg stehen, als auch dass große Teile der Welt unbewohnbar geworden sind. Aber auch hier werden Ursache und Wirkung nicht genannt, d. h. ob die Naturkatastrophen der Auslöser für den Krieg waren oder der Krieg der Auslöser für die Naturkatastrophen, als auch ob die unbewohnbaren Regionen Ergebnis der Naturkatastrophen oder des Krieges sind. Weiterhin wird impliziert das Japan (insbesondere Hokkaidō) eine der letzten bewohnbaren Regionen ist und der Zweck der Invasion Japans die Sicherung von Lebensraum für die Bevölkerung der angreifenden Parteien ist.
Die japanische Bevölkerung wird über den Krieg im Dunkeln gelassen. Informationen erhält sie keine, dafür bekommt sie langsam, aber sicher die Auswirkungen zu spüren: Kommunikationsmittel und Fernsehsender fallen aus, Lebensmittel werden knapp und die Streitkräfte sind allgegenwärtig. Shūjis Heimatort bleibt zwar anfangs verschont, mit dem Absturz eines Kampfflugzeuges hält der Krieg jedoch auch Einzug in die vermeintlich sichere Provinz. Shūjis Klasse lichtet sich mehr und mehr, sei es das die Schüler sich freiwillig zur Armee melden um ihre Verwandten oder Geliebten zu schützen oder zu rächen, direkt durch die Erdbeben umkommen oder indirekt weil keine Medizin mehr verfügbar ist oder auch verhungern, weil auch der Boden keinen Ertrag mehr liefert.
Das Ende von Manga und Anime unterscheiden sich. In beiden jedoch geht die Welt unter, Shuji und Chise verbleiben als letzte Menschen, wobei auch hier auf Grund der surrealen Wahrnehmung des Untergangs durch Shuji unklar bleibt, ob sein Weiterleben mit Chise nur eine Einbildung von ihm ist.

## Hauptcharaktere
ShūjiDer ewig brummige Oberschüler hasst es, in der Provinz zu leben, und ist auch sonst mit seinem Leben nicht so recht zufrieden. Seine Freundin Chise staucht er immer zusammen, obwohl er eigentlich netter zu ihr sein möchte. Trotzdem kann er es nicht lassen, sie ständig Idiotin zu nennen. Shūji ist im Sport sehr gut und war auch früher in der Leichtathletik-AG. Jetzt befindet er sich in der Pubertät und hat Schwierigkeiten mit seiner erwachenden Sexualität. Als er durch Zufall erfährt, dass Chise zur Kampfmaschine umgebaut wurde, will er es erst nicht wahr haben. Doch dann versucht er, ihre gemeinsame Liebe zu retten.
Chise (von Ainu cise für „Heim, Haus“)Das süße Mädchen ist ziemlich tollpatschig, schlecht in der Schule und auch relativ unsportlich. Zudem entschuldigt sie sich ständig für irgendwas. Eigentlich wurde sie von ihren Freundinnen dazu angestiftet, mit Shūji zu gehen, doch obwohl er sie immer zusammenstaucht beginnt sie ihn zu lieben. Von den Streitkräften erhält sie das Angebot, zur Kampfmaschine umgebaut zu werden, und sagt ohne groß darüber nachzudenken zu. Dabei entwickelt sie im Laufe der Zeit immer mehr Fähigkeiten. Sie kann sich zum Kampfjet transformieren, feuert Raketen ab und steht mit der Satellitenüberwachung in Verbindung. Dabei beginnt sie jedoch langsam ihre Menschlichkeit zu verlieren. Anfangs wird sie vom Militär als neue Wunderwaffe und Rettung aus der drohenden Niederlage bejubelt. Doch im Laufe der Zeit wächst mit ihren Fähigkeiten auch das Misstrauen ihr gegenüber, bis sie als Todesengel (Shinigami) verachtet wird, da sie bei ihren Einsätzen immer wieder Freund und Feind gleichermaßen vernichtet.

## Veröffentlichungen

### Manga
In Japan erschien der Manga von 2000 bis 2002 im Manga-Magazin Big Comic Spirits bei Shogakukan. Um ihn realistischer wirken zu lassen, schrieb ihn der Autor sogar im Hokkaidō-Dialekt. In Deutschland erschien er ab 2003 bei Carlsen Comics.

### Anime
2002 wurde darauf basierend eine 13-teilige Fernsehserie produziert. Diese Serie wurde vom Studio Gonzo produziert, Regie führte Mitsuko Kase, für das Charakterdesign war Hisashi Kagawa verantwortlich. Die Erstausstrahlung erfolgte vom 2. Juli bis 24. September 2002 auf Family Gekijō sowie einen Tag später auf CBC und zwei Tage später auf TV Hokkaidō. Der Vorspanntitel Koisuru Kimochi (恋スル気持チ, dt. „das Gefühl sich zu verlieben“) als auch der Abspanntitel Sayonara (サヨナラ, dt. „Lebe wohl“) wurden von Yuria Yato gesungen.
2005 folgte eine 2-teilige OVA (Another Love Song). Diese wurde vom Studio Fantasia produziert. Regie führte erneut Mitsuko Kase. Der Abspanntitel Mayonaka no Niji　– everlasting love (真夜中の虹 ～everlasting love～, dt. „mitternächtlicher Regenbogen – ewige Liebe“) wurde von Akira Asakura gesungen.
| Charakter | japanischer Synchronsprecher (Seiyū) |
| --------- | ------------------------------------ |
| Chise     | Fumiko Orikasa                       |
| Shūji     | Shirō Ishimoda (nur Serie)           |
| Mizuki    | Ai Orikasa (nur OVA)                 |
| Akemi     | Yū Sugimoto (nur Serie)              |
| Atsushi   | Tetsu Shiratori (nur Serie)          |
| Fuyumi    | Miki Itō (nur Serie)                 |
| Tetsu     | Shin’ichirō Miki                     |

### Realfilm
Am 28. Januar 2006 startete in Japan der Realfilm mit dem Untertitel The Last Love Song On This Little Planet. Regie führte Taikan Suga. Als Darsteller wurden Aki Maeda (als Chise) sowie Shunsuke Kubozuka (als Shūji) verpflichtet. In Deutschland erschien dieser Januar 2007 unter dem Titel Saikano auf DVD.

### Computerspiel
Am 29. Mai 2003 erschien ein Computerspiel für die PlayStation 2 von Konami.

### Saishū Heiki Kanojo Gaiden-shū
Basierend auf She, The Ultimate Weapon erschienen weitere Kurzgeschichten. Seikai no Hate ni wa Kimi to Futari de. Ano Hikari ga Kieru made ni Neigai o. Semete Bokura ga Iki Nobiru. Kono Hoshi de. (世界の果てには君と二人で。あの光が消えるまでに願いを。せめて僕らが生き延びるために。この星で。) erschien in der August-2001-Ausgabe der Monthly Sunday Gene-X. Love Story, Killed. erschien am 15. Juli 2002 in der Big Comic Spirits. Ein Neudruck beider Kurzgeschichten unter dem Namen Saishū Heiki Kanojo – Sametime, another place erschien als Extrabeilage der Dezember-2002-Ausgabe der Monthly Sunday Gene-X. Star Child (スター☆チャイルド) wurde am 30. Januar 2006 in der Big Comic Spirits veröffentlicht.  Im Juli 2006 wurde ein Tankōbon mit diesen und weiteren Kurzgeschichten namens Saishū Heiki Kanojo Gaiden-shū: Sekai no Hate ni wa Kimi to Futari de (最終兵器彼女外伝集　世界の果てには君と二人で, dt. „‚Die letzte Waffe Freundin‘-Extrageschichtensammlung: Mit dir, zwei Menschen am Ende der Welt“) veröffentlicht.

#### Love Story, Killed.
Die Geschichte erzählt aus dem Blickwinkel einer Patrone von einem 17-jährigen japanischen Scharfschützen, der die Waffen seiner erschossenen Gegner sammelt. Zu Anfang sieht er eine Gruppe von Soldaten, die ein Mädchen vergewaltigen, wartet, bis diese dadurch träge werden und erschießt sie. Er lädt das Mädchen zu sich ein, um, während sie ihren Hunger stillt, Sex mit ihr zu haben und freundet sich mit ihr an. Er bemerkt, dass er nur noch fünf Patronen besitzt inklusive einer, die ihm Glück bringen soll, und schießt in seiner Todespanik bei einer Patrouille mehrmals vorbei, will jedoch nicht seine Glückspatrone – den Erzähler – abschießen. Seine Stimmung hebt sich, als das Mädchen mit der Munition seiner gerade erschossenen Gegner zurückkommt. In diesem Augenblick wird er von drei Gegnern erschossen. Das Mädchen wird schließlich vergewaltigt und ebenfalls umgebracht. Die drei Soldaten kommen mehrere Tage später ebenfalls um: einer auf dem Schlachtfeld, einer erliegt einer Krankheit und der letzte begeht Selbstmord.